# ネオプルラマイシン
ネオプルラマイシン（英：Neopluramycin）は核酸合成を阻害する抗生物質である。Streptomyces pluricolorescens株の培養ブロスからオレンジ色の結晶として分離され、分析データと分子量測定から実験式C41H50N2O10と決定された。
ネオプルラマイシンはプルラマイシンAに類似するが、抗菌スペクトル、毒性、薄層クロマトグラフィー、赤外吸収スペクトルによって区別される。
ネオプルラマイシンは、グラム陽性菌、マウスの白血病L-1210、組織培養のYoshida rat sarcoma細胞の増殖を阻害する。